# Куатро Ескинас (Ла Тринитарија)
Куатро Ескинас (шп. Cuatro Esquinas) насеље је у Мексику у савезној држави Чијапас у општини Ла Тринитарија. Насеље се налази на надморској висини од 1560 м.

## Становништво
Према подацима из 2005. године у насељу је живело 6 становника.

### Хронологија
| Година       | 2000          | 2005 |
| ------------ | ------------- | ---- |
| Становништво | 149 (66 / 83) | 6    |

### Попис
| # | Индикатор                        | Вредност |
| - | -------------------------------- | -------- |
| 1 | Укупно појединачних домаћинстава | 1        |